# 小出英発
小出 英発（こいで ふさおき）は、丹波国園部藩8代藩主。吉親系小出家8代。

## 生涯
7代藩主・小出英筠の次男。正室は松平康任の娘。
兄・祐英が養子となって一族他家に出たため、文政4年（1821年）の父の死去により家督を継ぐ。天保元年（1830年）に打ちこわし、天保7年（1836年）には強訴が起こるなど、藩政では多難を極めた。天保14年（1843年）9月20日、家督を婿養子の英教に譲って隠居し、文久2年（1862年）8月20日に53歳で死去した。

## 系譜
- 父：小出英筠（1775-1821）
- 母：不詳
- 正室：峯松 - 松平康任の娘[1]
- 生母不明の子女
  - 三女：秀御 - 小出英教正室[1]
  - 女子：充御 - 織田信宝正室、のち松平頼徳継室
  - 女子：園基祥室
  - 女子：婉御（やさこ） - 坊城俊政室[1]
- 養子
  - 男子：小出英教（1829-1855） - 大村純昌の八男